# Цвинтарі Сімферополя
Список кладовищ Сімферополя.
Міські цвинтарі, що існували до анексії Кримського ханста Росією, не збереглися, окрім окремих пам'яток.
У ході зростання міста було знесено Перший міський цвинтар, Старий та Новий татарські цвинтарі, частину Першого та Другого цивільного цвинтаря та частину Єврейського цвинтаря. Перепоховання при цьому не проводилося, частина надгробків використана як будівельний матеріал.
З 1964 року основним міським цвинтарем є Абдал. У 1990-ті роки відкрито його другу частину Абдал-2 (Новий Абдал).

## Перелік кладовищ Сімферополя
| Назва | Координати                                                            | Стислі відомості | Відомі поховання | Зображення |
| --- | --------------------------------------------------------------------- | --- | --- | ---------- |
| Стародавній цвинтар Акмесджита | 44°57′03″ пн. ш. 34°06′36″ сх. д. / 44.95072° пн. ш. 34.11004° сх. д. | Займав територію під Старим містом на березі Салгира, вздовж вул. Воровського та вул. Леніна. На початку ХІХ століття знищено та забудовано. Зберігся лише Азиз Салгир-Баба. | Азиз Салгир-Баба, вулиця Воровського, 9. |            |
| Перший міський цвинтар (Старий християнський цвинтар) | 44°56′34″ пн. ш. 34°05′54″ сх. д. / 44.9428° пн. ш. 34.09827° сх. д.  | Заснований у 1788 році, у середині 1860-х років закритий для поховань. Розташовувалося між вулицями Севастопольська, Караїмська, Крилова (Кладбищенська) та Козлова (Ново-Садова). У 1930-х роках знесено, частину надгробків використано при будівництві лазні біля феодосійського мосту. | Баранов Олександр Миколайович Наришкін Дмитро Васильович. |            |
| Старий міській татарський цвинтар (Старий мусульманський цвинтар) | 44°56′18″ пн. ш. 34°06′19″ сх. д. / 44.9384° пн. ш. 34.1054° сх. д.   | Займав територію, обмежену з півночі вул. Футболістів (Татарська), зі сходу вул. Крилова (Кладбищенська) та Курцовською, з заходу вул. Училищна, з півдня вул. Червоноармійською (Армійська). Після депортації кримських татар у 1944 році цвинтар було знесено у 1950-х роках. Частина пам'яток використана як будматеріали. Територія віддана під забудову.                                            | Азизи (поховання) святих: Ваджип-азиз та Джевад-азиз. Ісмаїл Муфтізаде. |            |
| Новий міській татарський цвинтар (Новий мусульманський цвинтар) | 44°56′04″ пн. ш. 34°06′22″ сх. д. / 44.9344° пн. ш. 34.1062° сх. д.   | Займав територію, обмежену з півночі вул. Червоноармійською (Армійська), зі сходу вул. Курцовська, із заходу вул. Козлова (Ново-Садова), з півдня вул. Жидкова (Вигінна). Після депортації кримських татар у 1944 році цвинтар було знесено у 1950-х роках. Частина пам'яток використана як будматеріали. Територія віддана під забудову.                                                                | Сеїт Абдулла Озенбашли, Еміне Челебієва. |            |
| Старовірменський цвинтар (Вірмено-григоріанський цвинтар) | 44°56′05″ пн. ш. 34°06′03″ сх. д. / 44.93464° пн. ш. 34.10085° сх. д. | Знаходиться між вулицями Старозенітна (Чумакарська) та Бахчисарайська. Закрито для поховань, площа 2.328 га. | |            |
| Військовий цвинтар | 44°55′59″ пн. ш. 34°06′03″ сх. д. / 44.93312° пн. ш. 34.10072° сх. д. | Знаходиться між вулицями Старозенітна (Чумакарська) та Громадянська. Закрито для поховань, площа 2.1199 га. | Мокроусов Олексій Васильович. |            |
| Староросійський цвинтар (південно-східна частина: 1-й цивільний цвинтар; північно-західна частина: 2-й цивільний цвинтар; південна частина: Єврейський та караїмський цвинтар, повністю зруйнований) | 44°56′37″ пн. ш. 34°05′13″ сх. д. / 44.94352° пн. ш. 34.08694° сх. д. | Знаходиться між вулицями Об'їзна, Південна та стадіоном «Локомотив». Міська управа виділила під нього землю у листопаді 1852 року. На цвинтарі були єврейська та караїмська ділянки, також на ньому ховали вірмен та німців-лютеран. Східну частину цвинтаря було знесено під час будівництва стадіону. Закрито для поховань, площа 10.2422 га.                                                          | Самокиш Микола Семенович, Рухадзе Зоя Матвіївна, Лихий Іван Миколайович. |            |
| Меморіальний військовий цвинтар 1853 року | 44°55′15″ пн. ш. 34°07′14″ сх. д. / 44.92073° пн. ш. 34.12063° сх. д. | Військовий цвинтар, на якому поховано понад 36 тисяч воїнів російської армії, що померли від ран та хвороб у 1854—1855 рр. у період Кримської війни. Архітектурно оформлено та упорядковано у 2-й половині XIX початку XX століття. Знищено у 30-х роках XX ст. Відновлено у 2004 році. Знаходиться в районі Петрівська балка, по вулиці Петрівська балка, № 346. Закрито для поховань, площа 2.3888 га. | Абрамов Олександр Костянтинович |            |
| Єврейський цвинтар (Староєврейський цвинтар) | 44°57′33″ пн. ш. 34°04′23″ сх. д. / 44.95922° пн. ш. 34.07294° сх. д. | Земельна ділянка за залізничним полотном була виділена у 1909 році, цвинтар функціонував з 1911 по 1964 рік. Знаходиться в районі Українка між вулицями Широка та Західна. Закрито рішення міськвиконкому № 829 від 6 вересня 1964 р. у зв'язку з відкриттям цвинтаря «Абдал». Частину цвинтаря у 1970-х було зайнято під промислову забудову, могили знесено. Закрито для поховань, площа 3.199 га.     | |            |
| Цвинтар «Абдал» | 44°59′08″ пн. ш. 34°06′58″ сх. д. / 44.9856° пн. ш. 34.1162° сх. д.   | Знаходиться за адресою вул. Куйбишева, 251. Відкрито для поховань, площа 73 га. | Роїк Віра Сергіївна, Караманов Алемдар Сабітович, Новиков Анатолій Григорович (режисер), Орлов Володимир Натанович, Богатиков Юрій Йосипович, Черкасов Олексій Тимофійович, Мигунова Маргарита Георгіївна, Сіверський Георгій Леонідович, Никаноров Василь Іванович, Богданов Олександр Петрович, Бєлозьоров Іван Павлович, Луцький Володимир Олександрович, Орєхов Петро Іванович, Козіна Валентина Вікентіївна, Багров Микола Васильович, Чемодуров Трохим Миколайович, Стремоусов Кирило Сергійович. |            |
| Цвинтар «Абдал-2» | 44°59′50″ пн. ш. 34°06′26″ сх. д. / 44.9973° пн. ш. 34.1071° сх. д.   | Знаходиться за адресою вул. Куйбишева, 261. Відкрито для поховань, площа 98 га. | Османов Юрій Бекірович, Музафаров Рефік Ібрагімович, Казенбаш Наріман Османович, Аметов Решат Мідатович, Кокурін Сергій Вікторович, Мєшков Юрій Олександрович, Дорохін Владислав Олександрович. |            |
| Бахчиельський цвинтар | 44°58′16″ пн. ш. 34°06′51″ сх. д. / 44.97098° пн. ш. 34.11408° сх. д. | Знаходиться в районі Багча-Елі, між вулицями Донська, Титова та річкою Абдалка. Закрито для поховань, площа 1.624 га. | |            |
| Цвинтар «Бітак» | 44°56′37″ пн. ш. 34°08′34″ сх. д. / 44.94361° пн. ш. 34.14285° сх. д. | Знаходиться в районі Бітак по вул. Поліни Осипенко. Закрито для поховань, площа 0.8374 га. | |            |
| Цвинтар «Українка» | 44°57′50″ пн. ш. 34°04′03″ сх. д. / 44.96398° пн. ш. 34.0674° сх. д.  | Знаходиться в районі Українка на вул. Шахтарів. Закрито для поховань, площа 0.9186 га. | |            |
| Цвинтар «Біле» | 44°59′01″ пн. ш. 34°08′34″ сх. д. / 44.98357° пн. ш. 34.14274° сх. д. | Колишній сільський цвинтар, має поховання вояків Другої світової війни. Знаходиться в районі Яни Абдал (Біле) на вул. Біла. Закрито для поховань, площа 0.4113 га. | |            |
| Петровський цвинтар, Цвинтар «Неаполь-Скіфський» | 44°56′32″ пн. ш. 34°07′26″ сх. д. / 44.94223° пн. ш. 34.12381° сх. д. | Знаходиться під скелями Дженакай-Кир, по вулиці Першомайська. Закрито для поховань, площа 0.5559 га. | |            |
| Невідомий цвинтар | 44°58′44″ пн. ш. 34°07′22″ сх. д. / 44.97876° пн. ш. 34.12273° сх. д. | Знаходиться в районі Ескі Абдал (Загороднє), по вулиці Сельвінського. Закрито для поховань, площа 0.3447 га. | |            |
| Невідомий цвинтар | 44°55′09″ пн. ш. 34°08′43″ сх. д. / 44.91906° пн. ш. 34.14535° сх. д. | Знаходиться в районі Мар'їне, по вулиці Промислова. Закрито для поховань, площа 0.0259 га. | |            |
| Невідомий цвинтар (південно-західна частина — християнська, північно-східна частина — мусульманська)                                                                                                 | 44°59′49″ пн. ш. 34°10′17″ сх. д. / 44.99686° пн. ш. 34.17149° сх. д. | Знаходиться між районами Богурча та Хошкельди, по вулиці Аблякима Гафарова. Закрито для поховань, площа 3,3047 га. | |            |
| Невідомий цвинтар | 44°54′13″ пн. ш. 34°03′51″ сх. д. / 44.90366° пн. ш. 34.06403° сх. д. | Знаходиться в районі Яни Бор-Чокрак (Фонтани), по вулиці Сербест. Площа 1 га. | |            |